# Tina apiculata
Tina apiculata là một loài thực vật có hoa trong họ Bồ hòn. Loài này được (Radlk.) Radlk. ex Choux miêu tả khoa học đầu tiên năm 1931.